# Pengadang
Pengadang is een bestuurslaag in het regentschap Centraal-Lombok van de provincie West-Nusa Tenggara, Indonesië. Pengadang telt 8833 inwoners (volkstelling 2010).